# كمال عبد الفتاح
كمال عبد الفتاح واسمه الكامل كمال جبر حسن عبد الفتاح جبارين، (أبو قيس؛ 9 فبراير 1943 – 27 يناير 2023) جغرافي ومؤرخ وكاتب فلسطيني، يُعرف بلقب «شيخ الجغرافيين الفلسطينيين».

## سيرته
وُلد كمال جبر حسن عبد الفتاح جبارين بتاريخ 9 فبراير 1943 في أم الفحم في فلسطين الانتدابية، وبعد نكبة عام 1948 لجأ مع عائلته إلى قرية السيلة الحارثية في قضاء جنين، فتلقى تعليمه الابتدائي في مدارس القرية، وبعد أن أنهى الثانوية التحق بجامعة دمشق في قسم الجغرافيا بكلية الآداب فيها.
عمل منذ أواسط سبتمبر 1978 أستاذًا للجغرافيا في جامعة بيرزيت الفلسطينية، ثم أصبح عام 1980 ثاني عميد لكلية الآداب في الجامعة، وعمل على تأسيس دائرتين في الجامعة واحدة للتاريخ وأخرى للجغرافيا، كما كان رئيسًا لكل من دائرة دراسات الشرق الأوسط ودائرة الجغرافيا في الجامعة، وعمل أستاذًا زائرًا في عدة جامعات في الولايات المتحدة الأمريكية وألمانيا.
أطلق وقاد عام 1979 أول الرحلات الجغرافية الاستكشافية التي طافت أرجاء فلسطين، حيث انطلقت من بيرزيت إلى الأغوار والحولة وصفد وعكا وحيفا وطولكرم وغزة والنقب، كما قاد منذ ربيع عام 1987 فريقًا للتنقيب في بقايا القرى الفلسطينية المدمّرة الواقعة شمال ووسط فلسطين.

## مؤلفاته
له مجموعة من المؤلفات والكتب، منها:
- "النظم الجغرافية التاريخية".[7]
- "الجغرافية التاريخية لفلسطين وشرق الأردن وجنوب سوريا ولبنان في القرن السادس عشر ميلادي".[7]
- "التطور الاقتصادي الفلسطيني في الفترة العثمانية المتأخرة".[7]
- "مزارعو الجبال والفلاحون في عسير".[7]

## جوائز وتكريمات
حصل على عدة جوائز وتكريمات، منها:
- جائزة عبد الحميد شومان للشبان العرب في العلوم الاجتماعية، عام 1983.[8]
- جائزة دولة فلسطين في العلوم الاجتماعية، لعام 1997.[8]
- تكريم من جامعة بيرزيت، في حفل رسمي بتاريخ 9 فبراير 2019، وذلك "تقديرًا لإسهاماته المتميزة في ميادين التعليم والثقافة والأكاديمية في فلسطين، وأبحاثه الجغرافية والتاريخية الرائدة"، حيث جرى تكريمه من قبل رئيس الجامعة عبد اللطيف أبو حجلة ورئيس مجلس أمناء الجامعة حنا ناصر.[8]

## وفاته
تُوفي يوم الجمعة الموافق 27 يناير 2023 في جنين، عن عمرٍ يناهز حوالي 80 عامًا.

## قالوا عنه
- قال عالم الكيمياء الفلسطيني عبد اللطيف أبو حجلة عن كمال عبد الفتاح: «عمل طويلًا على حمل العالم لطلبته داخل الأسوار، وقادهم من شغفهم خارجها لاستكشاف التضاريس والاحتكاك بالأرض والهواء والطبيعة، والتجوال فيها، ليؤسسَ سُنّةً حميدةً اسمها -التعليم بالرحلات-».[5]